# Agustín Mariano Ibáñez
Agustín Mariano Ibáñez (San Juan, 1975) es un neurocientífico argentino que investiga las bases neurocognitivas de la demencia en Latinoamérica y aplica las neurociencias cognitivas, afectivas y sociales en ámbitos relevantes para la sociedad. 
Es Director del Centro de Neurociencias Cognitivas (CNC) y de la Licenciatura de Ciencias del Comportamiento de la Universidad de San Andrés; e investigador del CONICET en la Argentina. Es además Director del Latin American Brain Health Institute (BrainLat) de la Universidad Adolfo Ibáñez en Chile, y Senior Atlantic Fellow del Global Brain Health Institute (GBHI) de la University of California San Francisco (UCSF), Estados Unidos. Creó y coordina,  junto a Mario Parra, el Latin America and the Caribbean Consortium on Dementia (LAC-CD) y es codirector del Multi-partner consortium to expand dementia research in Latin America (ReDLat).

## Biografía
Agustín Ibáñez nació en 1975 en San Juan (Argentina), completó la carrera de psicología en la Universidad Católica de Cuyo, e inició sus actividades investigativas en el año 2000. Tras realizar un doctorado en la Pontificia Universidad Católica de Chile, realizó una especialización en electrofisiología en el Instituto Max-Planck for Brain Research (Frankfurt, Alemania) y completó sus estudios postdoctorales en la Universidad de Heidelberg (Alemania). En el año 2018, se integró como Atlantic Fellow al Global Brain Health Institute (GBHI) de la Universidad de California en San Francisco (UCSF). Fue investigador asociado del Australian Research Council, en el Centre of Excellence in Cognition and its Disorders (CCD, Australia).  
Durante más de diez años fundó diversos laboratorios y centros de estudios en Argentina y Chile, incluyendo el Instituto de Neurociencia Cognitiva y Traslacional (INCYT) de triple afiliación (CONICET-INECO-Favaloro). Fue Codirector del Instituto de Neurociencias y Políticas Públicas de la Fundación INECO. En el 2020 fundó el Centro de Neurociencias Cognitivas (CNC) de la Universidad de San Andrés. Es director de la Licenciatura de Ciencias del Comportamiento de la misma casa de estudios, la primera en Argentina y la región. Creó y dirige el Latin American Brain Health Institute (BrainLat) un centro asociado al GBHI focalizado en la salud cerebral.

## Investigación
Sus investigaciones se concentran en dos líneas principales:
1. Demencia en Latinoamérica. Su trabajo se ha centrado en el desarrollo de un programa de investigación para la caracterización neurocognitiva de la demencia, con un enfoque multicéntrico en la región latinoamericana. Sus investigaciones combinan tareas para evaluar procesos cognitivos con diferentes métodos multimodales en neurociencia.
2. Neurociencias cognitivas, afectivas y sociales en ámbitos relevantes para la sociedad. El Dr. Ibáñez estudia las bases cerebrales de las emociones básicas y sociales, la cooperación social, la empatía, la moral, y la percepción y regulación de los estados internos corporales (interocepción).

## Publicaciones
El doctor Ibáñez ha producido más de trescientas publicaciones internacionales, con 120 en el periodo 2015-2020. Ha publicado diversos libros, entre las que se destaca Que son las Neurociencias, Neuroscience and Social Science, y Contextual Cognition.
En Argentina, creó y dirigió la Plataforma de Neurociencias Cognitivas y Ciencias de la Conducta de Argentina (PENCO, de CONICET). También presidió la Sección Latinoamericana de la Society for Social Neuroscience y fue miembro fundador del Human Affectome Project.
Sus trabajos han sido destacados en diversos medios de prensa internacionales, incluyendo la BBC, CNN, Nature News, Nature Careers, Popular Science, Daily Mail, Newsweek, Die Welt, Le Monde, UNICEF y Oxford University Press, entre otros. 

### Publicaciones destacadas
- Ibanez A, Kosik KS. COVID-19 in older people with cognitive impairment in Latin America. Lancet Neurol. 2020;19(9):719-721. doi:10.1016/S1474-4422(20)30270-2
- Parra M, Baez S, Sedeño L, Gonzalez Campo C,  et al. Dementia in Latin America: Paving the way towards a regional action plan. Alzheimer's & Dementia, 2020, https://doi.org/10.1002/alz.12202.
- Baez S, Herrera E, García AM, et al.  Outcome-oriented moral evaluation in terrorists. Nature Human Behaviour 2017, 1, 0118. doi:10.1038/s41562-017-0118.
- Ibáñez, A., & García, A. M. (2018). Contextual Cognition: The Sensus Communis of a Situated Mind. Springer International Publishing. ISBN 978-3-319-77285-1. DOI: 10.1007/978-3-319-77285-1
- Ibañez A, Sedeño L, Garcia, AM. Neuroscience and the Social Science: The Missing Link. Switzerland: Springer, 2017. ISBN 978-3-319-68420-8
- Santamaría-García H, Baez N, et al. A lesion model of envy and Schadenfreude: Legal, deservingness and moral dimensions as revealed by neurodegeneration. Brain 2017 Dec 1;140(12):3357-3377.
- Melloni M, Billeke P, Baez S, et al.  Your perspective an and my benefit: Multiple  lesion models of self/other  integration strategies during social bargaining. Brain, 2017
- García-Cordero I, Sedeño L, de la Fuente L, et al. Feeling, learning from and being aware of inner states: interoceptive dimensions in neurodegeneration and stroke. Philos Trans R Soc Lond B. 2016 19;371(1708). doi: 10.1098/rstb.2016.0006.
- Baez S, Couto B.et al, Comparing moral judgments of patients with frontotemporal dementia and frontal stroke. JAMA Neurol. 2014, 71(9):1172-6. PMID 25047907.
- Ibañez A, Manes F. Contextual social cognition and the behavioral variant of frontotemporal dementia. Neurology. 2012 Apr 24;78(17):1354-62.
- Hesse E, Mikulan E, Decety J, et al.  Early detection of intentional harm in the human amygdala. Brain 2016 Jan;139(Pt 1):54-61.